# Baryconus foveatifrons
Baryconus foveatifrons är en stekelart som först beskrevs av Jean-Jacques Kieffer 1908.  Baryconus foveatifrons ingår i släktet Baryconus och familjen Scelionidae. Inga underarter finns listade.